# Emir-Sultan-Moschee

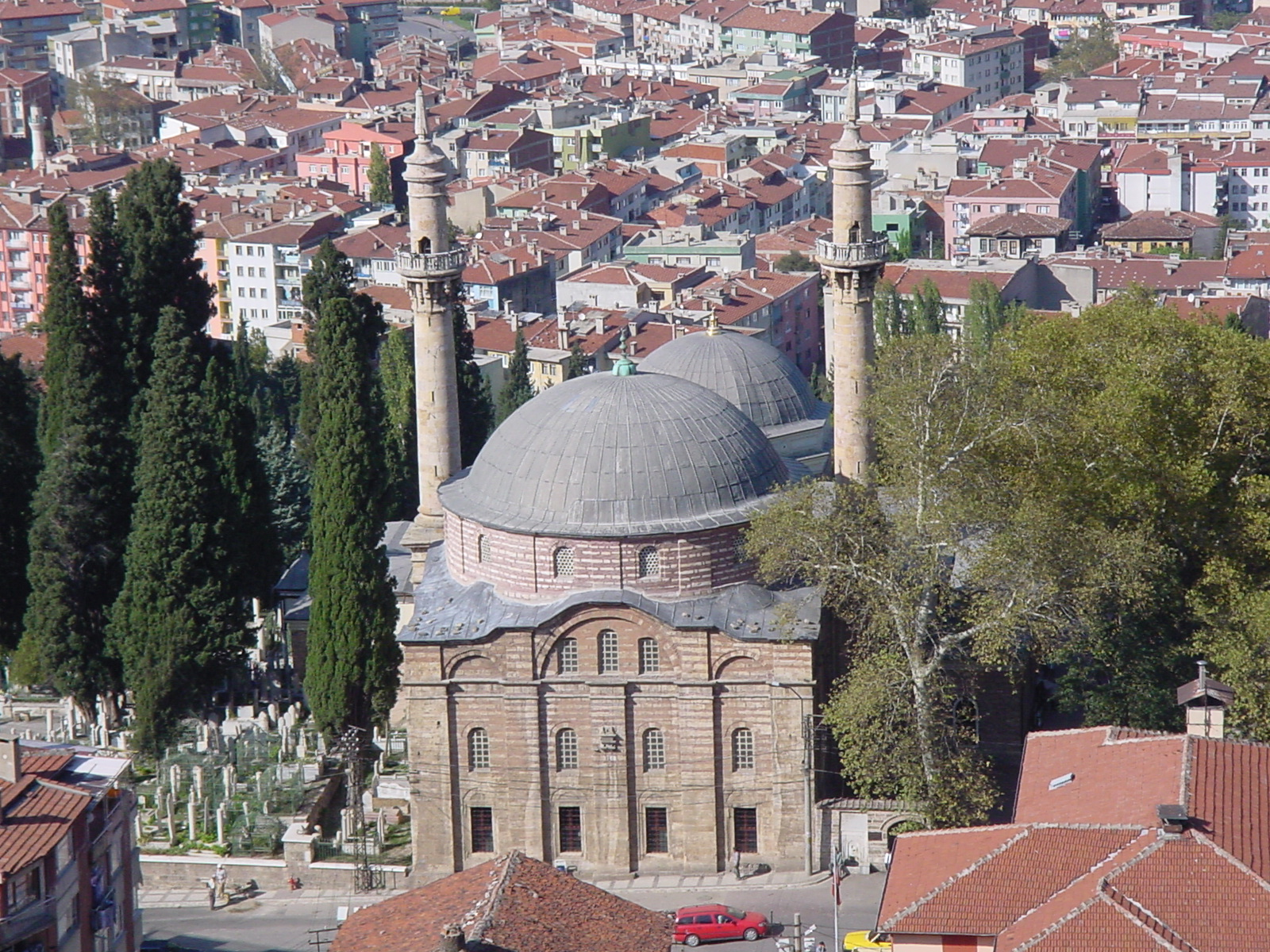
Emir-Sultan-Moschee in Bursa

Die Emir-Sultan-Moschee (türkisch Emir Sultan Camii) ist eine Moschee in Bursa im Westen der Türkei.

## Geschichte
Der erste Bau entstand im 14. Jahrhundert unter dem osmanischen Sultan Mehmed I. Im Jahr 1804 wurde die Moschee im Auftrag des Sultans Selim III. neu erbaut, ein weiterer Neubau folgte im Jahr 1868, wobei der Bauplan jeweils leicht verändert wurde. Der Namensgeber Emir Sultan (1368–1430), auch bekannt als Şemseddin Mehmed Ali el-Hüseyin el Buhari, war ein Derwisch und Schüler aus Buchara sowie Berater und Schwiegersohn des osmanischen Sultans Bayezid I.
Die heutige Moschee, die den Beinamen Emir Sultan trägt und sich in Stadtviertel „Emirsultan“ in Bursa befindet, wurde errichtet, nachdem das ursprüngliche Gebäude 1766 bei einem Erdbeben eingestürzt war. Obwohl Baumaterial und Bauort beibehalten wurden, wurde der Baustil an den Barock-Stil angepasst, der während des Osmanischen Reiches im 19. Jahrhundert in Mode kam. Nach dem Erdbeben von 1855 wurden die Moschee und das Mausoleum von Emir Sultan im Jahr 1868 im Auftrag von Sultan Abdülaziz wieder aufgebaut.
In Darmstadt, einer deutschen Partnerstadt Bursas, steht ebenfalls eine nach Emir Sultan benannte Moschee.

## Bauliche Anlagen
Die Moschee und das Mausoleum stehen sich gegenüber an einem großen Innenhof mit einem großen Bassin im Eingangsbereich. Die Eingänge des Innenhofs sind im Osten und Westen, der Zugang zu Moschee und Mausoleum erfolgt über den Innenhof. Hölzerne Arkaden mit Spitzbögen umschließen den Innenhof und erheben sich zu Portalen mit hohen Kuppeln.
Im Süden besteht die Moschee aus einer großen, überkuppelten Gebetshalle aus Mauerwerk auf einem quadratischen Grundriss. An ihren Ecken im Norden stehen zwei Minarette. Das Mausoleum, an der gegenüberliegenden Seite des Zentralhofes im Norden gelegen, besteht aus einem Kuppelsaal in der Mitte und kleineren Räumen an den Seiten und beinhaltet die Gräber von Emir Sultan und seiner Familie. Weitere Räumlichkeiten an der Nordecke des Innenhofs werden von den Imamen genutzt. 
Ein alter Friedhof bedeckt den unteren Hügelteil des Komplexes. Hundi Hatun, die Ehefrau Emir Sultans und Tochter von Bayezid I., ließ das Hammam südlich der Moschee erbauen. Zahlreiche historische Brunnen sind um den Komplex (Külliye) herum verstreut; der älteste stammt aus dem Jahr 1743.